# Eleni
Eleni (Helena) Tzoka (gr. Ελένη Τζόκα) z domu Milopoulou (gr. Μυλοπούλου) (ur. 27 kwietnia 1956 w Bielawie) – polska piosenkarka pochodzenia greckiego, autorka tekstów i kompozytorka. Wykonuje utwory w języku: polskim, greckim i angielskim.

## Życiorys

### Rodzina i edukacja
Pochodzi z greckiej rodziny. Jej rodzice, Perykles i Despina Milopoulosowie, wyemigrowali do Polski w latach 50., po wojnie domowej w Grecji. Była ich dziesiątym, najmłodszym dzieckiem.
Dorastała w Bielawie, gdzie ukończyła szkołę podstawową (Szkoła Podstawowa nr 7), Liceum Ogólnokształcące im. Bolesława Chrobrego i średnią szkołę muzyczną w klasie gitary.

### Kariera muzyczna
Zadebiutowała w szkolnym zespole muzycznym Niezapominajki (w której skład weszły także: Lena Diamandi, Krystyna Pawełoszek, Anna Kowalska i Irena Pakulniewicz), później śpiewała w licealnym żeńskim tercecie wokalno-instrumentalnym Ballada (z Leną Diamandi i Krystyną Pawełoszek). Po maturze zaczęła występować w studenckim zespole Hellen . Od 1975 działała w zespole Prometheus, a w 1980 rozpoczęła karierę solową.
Pierwszy album w formacie płyty winylowej Po słonecznej stronie życia nagrała z Prometheusem w 1977. Śpiewała piosenkę zawartą w czołówce polskiej wersji seriali: Bouli i Pinokio. W 1980 wydała debiutancki solowy album studyjny pt. Ty – jak niebo, ja – jak obłok. W 1985 w plebiscycie muzycznym tygodnika „Panorama” zajęła trzecie miejsce w kategoriach: piosenkarz roku (pop-and-disco) i przebój roku (pop-and-disco) za „Imienia Twego nie chcę znać”.
1 marca 2004 odebrała Medal Świętego Brata Alberta za wspieranie osób niepełnosprawnych.
1 lutego 2006, z okazji 30-lecia pracy artystycznej, wydała książkę Nic miłości nie pokona (wyd. Edycja Świętego Pawła, Częstochowa 2006) będącą zapisem jej rozmowy z o. Robertem Mirosławem Łukaszukiem z biura prasowego klasztoru jasnogórskiego o jej życiu, miłości, cierpieniu i rozmowach z Bogiem.
Od 2018 prowadziła kanał YouTube, który do kwietnia 2021 zdobył ponad 13 tys. subskrybentów i ponad 1 mln wyświetleń. Został on jednak usunięty „z uwagi na zagrażające niebezpieczeństwo” wraz z ponad setką teledysków. 22 maja 2022 założyła drugi kanał na YouTube.

## Życie prywatne
Mieszka w Poznaniu. W 1976 wyszła za Fotiosa Tzokasa. Mieli córkę Afrodytę (ur. 26 sierpnia 1976), która 20 stycznia 1994 została zastrzelona przez 21-letniego Piotra Gruchota, byłego partnera, który nie mógł pogodzić się z ich rozstaniem.

## Dyskografia
|  | - Po słonecznej stronie życia 1978 - S’agapo – moja miłość 1979 - Buzuki disco 1980 - Ty – jak niebo, ja – jak obłok 1980 - Lovers 1982 - Grecja jeszcze raz 1983 - Morze snu 1984 - Muzyka twoje imię ma 1985 - Eleni... 10 1986 - Kolędy polskie śpiewa Eleni 1986 - Miłość jak wino 1987 - Wakacyjny flirt 1990 - Sound from Greece 1990 - W rytmie Zorby 1995 - Nic miłości nie pokona 1995 – złota płyta - Kolędy polskie 1995 – platynowa płyta - Kolędy polskie część 2 1998 - Moje Credo 1999 - Coś z Odysa 2001 - Miłości ślad 2013 - Statek do Pireusu 2019 | - 24 Golden Greats 1991 - Złote przeboje 1992 - Złota kolekcja: Za wszystkie noce 1999 – złota płyta - Przystań pod gwiazdami 1992 - The Best. Muzyka twoje imię ma 2004 - Złota kolekcja: Za wszystkie noce / Miłość woła nas 2012 – złota płyta - 40 piosenek Eleni 2015 - The Best. Muzyka twoje imię ma 2020 - The Best. Na wielką miłość 2020 (+reedycja w 2021) |

Źródło: Eleni.com.pl, Discogs, Apple Music

### Single
| Rok  | Tytuł                                          | Album                       |
| ---- | ---------------------------------------------- | --------------------------- |
| 1977 | „Po słonecznej stronie życia”                  | Po słonecznej stronie życia |
| 1979 | „Fitepsa elia” / „Den ksero”                   |                             |
| 1979 | „O chorismos” / „Elpida kiani”                 | –                           |
| 1980 | „Buzuki – It’s My Love” / „Come Back Tomorrow” | Buzuki disco                |
| 1980 | „To nie sztuka”                                | –                           |
| 1980 | „Jeszcze nie koniec gry” / „Ballado, hej!”     | –                           |
| 2001 | „Coś z Odysa”                                  | Coś z Odysa                 |
| 2001 | „Postaw na mnie a zatrzymam deszcz”            | Coś z Odysa                 |
| 2004 | „Nasze sms-y”                                  | –                           |
| 2004 | „Świat jest taki jak my”                       | –                           |
| 2013 | „Aleksandria”                                  | Miłości ślad                |
| 2019 | „Słońce”                                       | Statek do Pireusu           |

## Odznaczenia i wyróżnienia
- Order Uśmiechu
- Czerwona Kokardka (1996)[30]
- Nagroda św. Rity (22 maja 1999, przyznawana przez wspólnotę sióstr augustianek z Cascii kobietom, które w swym życiu – tak jak św. Rita – zrealizowały ewangeliczne przesłanie Chrystusa o przebaczeniu)[31][32]
- Honorowe Obywatelstwo Miasta Bielawa (24 września 2008 r.)[33]
- Srebrny Medal „Zasłużony Kulturze Gloria Artis” (2017)[34]

## Upamiętnienia

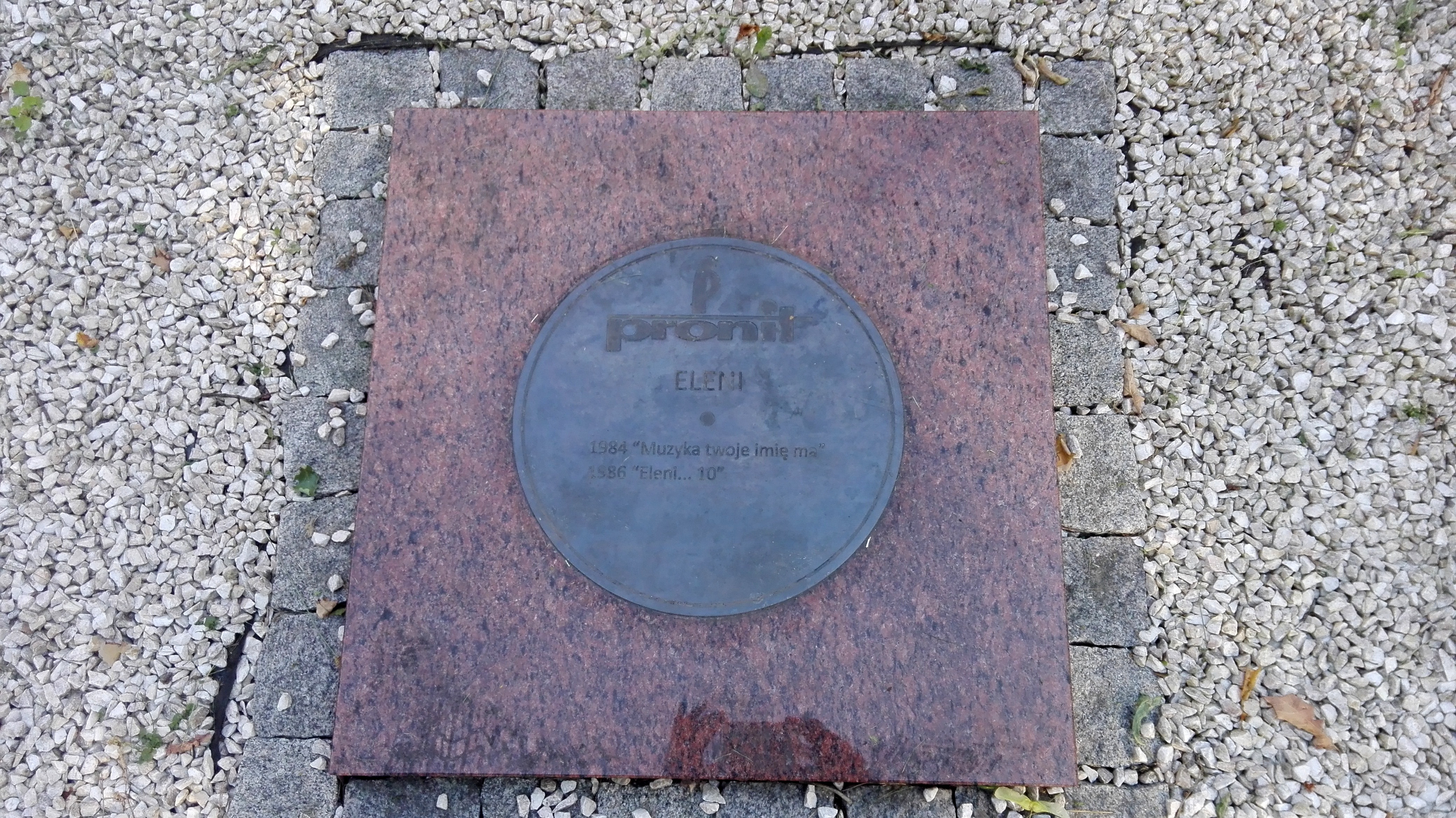
Izba Czarnej Płyty poświęcona Eleni

- Coroczny Festiwal Piosenek Eleni odbywający się w Bielawie od 2018 roku (z przerwą w 2020)[35][36]
- Skwer imienia Eleni w Bielawie, w tym[37][38]:
  - Mural z postacią Eleni
  - Ławka z postacią piosenkarki
- Izba Czarnej Płyty w Pionkach[39]